# Adrianus Sanderus van der Boon Mesch
Adrianus Sanderus van der Boon Mesch (auch Adrian Sander van der Boon Mesch; * 1762 in Delft; † 4. Mai 1828 ebenda) war ein niederländischer Mediziner.

## Leben
Adrianus Sanderus van der Boon Mesch war ein Sohn des George Hendrik van der Boon Mesch (* 1732) und dessen Frau Johanna van der Schalk. Adrianus Sanderus van der Boon Mesch studierte an der Universität Leiden Medizin, promovierte 1786 mit seiner Dissertation De impedita urinae excretione und wirkte später als Arzt, Stadtrat und Schöffe in Delft.
Am 30. Juli 1790 wurde Adrian Sander van der Boon Mesch unter der Präsidentschaft des Mediziners Heinrich Friedrich Delius mit dem akademischen Beinamen Philoxenus unter der Matrikel-Nr. 915 als Mitglied in die Kaiserliche Leopoldino-Carolinische Akademie der Naturforscher aufgenommen.
Er war seit 13. März 1787 verheiratet mit Magdalena van Braam (1760–1795). 

## Schriften
- Dissertatio medica inauguralis de impedita urinae excretione. Apud Jacobus Douzy, Lugduni Batavorum 1786 (Digitalisat)
- Abhandlung von der Harnverstopfung. In: Neue Sammlung der auserlesensten und neuesten Abhandlungen für Wundärzte, 1789, 24, S. 365–416
- Redenvoering over de voortreffelijkheid der hedendaagsche heelkunde. Grauwenhaan, Delft 1790 (Digitalisat)